# Обыкновенные звездочёты
Обыкновенные звездочёты (лат. Uranoscopus) — род лучепёрых рыб из семейства звездочётовых (Uranoscopidae).

## Внешний вид и строение
Обыкновенные звездочёты обладают большой широкой толстой головой, отчасти покрытой костяными щитками, маленькими, направленными вверх и сидящими на верхней стороне головы глазами (откуда и произошло название), направленной кверху щелью рта и выдвижным придатком перед языком, с помощью которого обыкновенные звездочёты, как полагают, приманивают рыб.

## Образ жизни
Держатся на дне, выжидая добычу.

## Виды
- Uranoscopus affinis
- Uranoscopus albesca
- Uranoscopus archionema
- Uranoscopus bauchotae
- Чернополосый звездочёт (Uranoscopus bicinctus)[1]
- Uranoscopus cadenati
- Uranoscopus chinensis
- Uranoscopus cognatus
- Uranoscopus crassiceps
- Uranoscopus dahlakensis
- Uranoscopus dollfusi
- Uranoscopus filibarbis
- Uranoscopus fuscomaculatus
- Североамериканский звездочёт (Uranoscopus guttatus)[1]
- Японский звездочёт (Uranoscopus japonicus)[1]
- Uranoscopus kaianus
- Uranoscopus marisrubri
- Uranoscopus marmoratus
- Uranoscopus oligolepis
- Uranoscopus polli
- Европейский звездочёт (Uranoscopus scaber)[1]
- Uranoscopus sulphureus
- Uranoscopus tosae